# Římskokatolická farnost Kostelec na Hané
Římskokatolická farnost Kostelec na Hané je územním společenstvím římských katolíků v rámci prostějovského děkanátu Olomoucké arcidiecéze s farním kostelem svatého Jakuba Staršího.

## Historie
První zmínka o Kostelci pochází z roku 1315. Původní románský kostel byl menší než nynější, poprvé je zmiňován roku 1407. Roku 1740 za faráře Jana Karla Bezdětského byly položeny základy kostela nového a původní byl roku 1754 zbořen. Nový kostel sv. Jakuba Staršího byl dokončen až za faráře Jana Jiřího Prunera a slavnostně vysvěcen 18. října 1772 olomouckým světícím biskupem Václavem, svobodným pánem z Freinfelsu. Věž byla ovšem dostavěna až r. 1848.

## Duchovní správci
Prvním kosteleckým farářem je zmiňován roku 1406 Mikuláš, komoří olomouckého biskupa Mikuláše z Reisenburku. Katoličtí duchovní zde působili až do roku 1436, kdy byli za husitských válek vyhnáni. V následujících letech zde působili nekatoličtí duchovní, mj. Matouš Ulický, který byl pro podezření z podněcování selské vzpoury na Čáslavsku a Kouřimsku roku 1627 v Čáslavi popraven. V období rekatolizace byl katolickým duchovním ustanoven roku 1623 jezuita Jakub Gembalius. Matriky se začaly vést roku 1653. Jan Jiří Prunner vynikl nejen dostavbou kostela, ale i založením několika dobročinných nadací stejně jako ThDr. Ondřej Marschoffer, arcikněz olomoucký, který působil ve farnosti mezi lety 1798–1822 a napsal řadu spisů a kázání. Dalším významným knězem byl P. Antonín Trnka, kostelecký rodák, který zde působil v letech 1861–1879 a podílel se na vzniku místní záložny. Od roku 1938 působil v Kostelci na Hané František Havlíček (nejdřív jako katecheta a později až do své smrti roku 1964 jako kooperátor). Po válce dokonce zastával na čas místo starosty města.
Od roku 1983–1999 byl zde farářem P. Vladimír Krejsa.
Od roku 1999–2003 byl zde farářem P. Petr Hrubiš SDB, který odešel do Frýdlantu nad Ostravicí. 
Od července 2003 do 30. 11. 2003 byl zde administrátorem P. Jiří Kupka, nyní působí jako ředitel teologického konviktu v Olomouci.
Od 1. 12. 2003–31. 6. 2010 byl zde farářem P. Mgr. Jan Mach, který odešel do Bánova (2010 -2014) poté působil v Lukově u Zlína (2014 - 2023) a nyní od 10.7.2023 působí ve farnosti Újezd u Valašských Klobouk. 
Od července 2010 do 3. 7. 2017 byl zde farářem P. Mgr. Stanislav Matyáš, který odešel do farnosti Strání. (6.7.2017 - 30.6.2021) Od 1. 7. 2021 působí ve farnosti Huštěnovice. 
A 4. 7. 2017 byl do farnosti ustanoven P. Mgr. Ing. Petr Šimara, který přišel z farnosti Mohelnice.

## Bohoslužby
| Kostel                  | Místo            | Bohoslužba (den)   | Hodina                                        | Poznámka        |
| ----------------------- | ---------------- | ------------------ | --------------------------------------------- | --------------- |
| svatého Jakuba Staršího | Kostelec na Hané | neděle úterý pátek | 9.30 8.00 17.00 (zimní čas)/18.00 (letní čas) | Farní kostel    |
| Narození Panny Marie    | Stařechovice     | sobota             | 16:30 s nedělní platností                     | Filiální kostel |

## Aktivity farnosti
Ve farnosti funguje pastorační i ekonomická rada, při bohoslužbách zpívá schola nebo sbor.
V prosinci (13. 12.) 2015 byly požehnány při mši svaté v 9:00 varhany v kostele sv. Jakuba, které prošly generální opravou. 
V červenci (24. 7.) 2016 proběhlo při poutní mši svaté slavností svěcení nového oltáře a ambonu.
Ve farnosti se pravidelně koná tříkrálová sbírka. V roce 2017 se při ní v Kostelci na Hané vybralo více než padesát tisíc korun.
V květnu 2017 převzali tři farníci ocenění za nezištnou pomoc ve své farnosti – děkovné uznání a medaili sv. Jana Sarkandera.
V červenci (27. 7.) 2019 při poutní mši svaté proběhlo vysvěcení dvou nových zvonů, které doplnili věž kostela, kde od II. světové války do této doby byl jen zvon sv. Jakub. Všechny tři zvony je možné slyšet každý den od 12:00–12:05 a každou neděli od 9:00–9:10.
Rok 2022
V lednu (8.1.) 2022 proběhla již tradičně zde v Kostelci na Hané Tříkrálová sbírka. Celkem se vybralo 92 813 Kč.
V červenci (26. 7.) 2020 byl požehnán nový misijní kříž u kostela.
V květnu (22.5.) 2022 proběhlo ve farnosti první svaté přijímání. Poprvé přijalo Pána Ježíše v eucharistii 18. děti
V květnu (28.5.) 2022 byla v naší farnosti udělována svátost biřmování. 32. převážně mladých lidí tuto svátost přijalo z rukou pomocného biskupa olomouckého.                   
Mons. Antonína Baslera 
V říjnu (15 -16.) 2022 si farnost připomněla 250. výročí od posvěcení farního kostela sv. Jakuba Staršího.  
Rok 2023
V lednu (7.1.) 2023 proběhla již tradičně  zde v Kostelci na Hané Tříkrálová sbírka celkem se vybralo 90 422 Kč.  